# 乔治广场

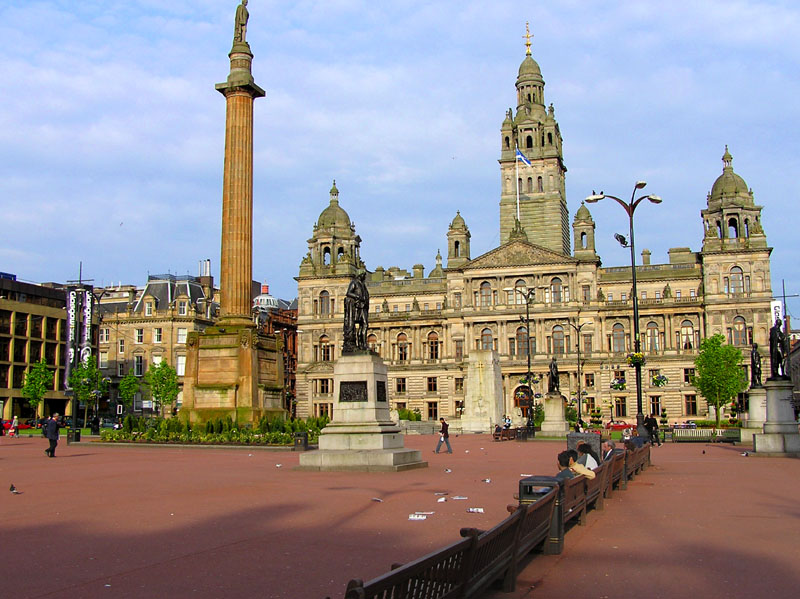

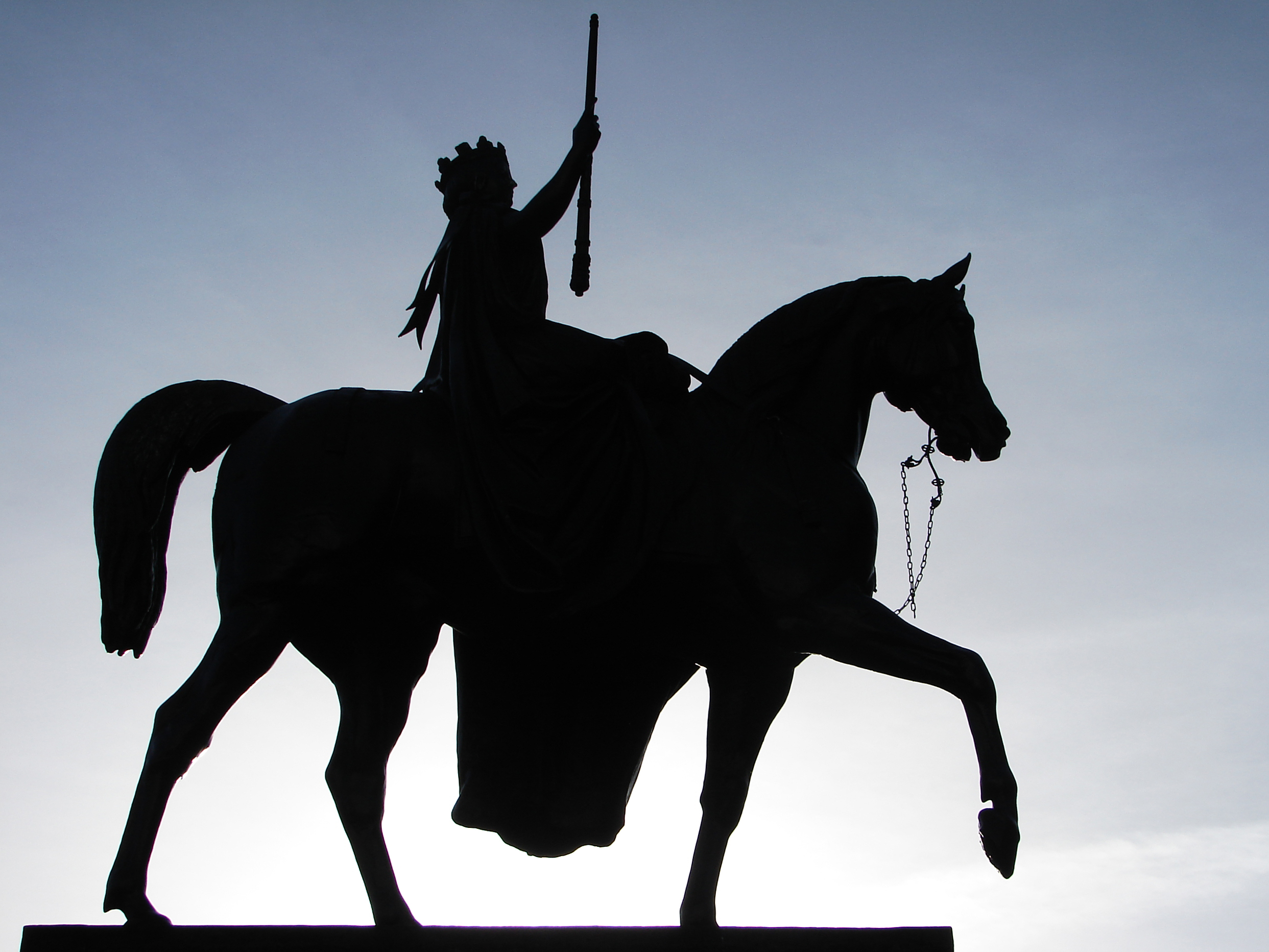

乔治广场（George Square）是苏格兰格拉斯哥最重要的城市广场。它以国王乔治三世命名，开辟于1781年。乔治广场周围的建筑物颇具建筑学价值，包括东侧华丽的格拉斯哥市政厅（1883年奠基，1888年建成）、南侧的原邮政总局（建于1878年，于2007年重新开发成办公室）、北侧的格拉斯哥皇后街站和北不列颠铁路酒店（现在的千年酒店）、西侧的商会等。
该广场拥有一批重要的雕像和纪念碑，包括罗伯特·伯恩斯、詹姆斯·瓦特、罗伯特·皮尔爵士和沃尔特·斯科特爵士。它通常被认为是事实上的城市中心，虽然西面1公里处的Blythswood 广场才是城市的真正的地理中心，而所有距离测量都从附近的格拉斯哥十字（Glasgow Cross）测算。
广场经常是公众集会，政治聚会，抗议，庆祝活动，仪式，游行和音乐会的场所。

## 历史
乔治广场开辟于1781年，是该市新城中心区的乔治风格网格规划的一部分（从斯托克韦尔街到布坎南街），反映了苏格兰启蒙运动中理性影响的增长，类似于爱丁堡新城的开发。 
此处原来只是一个充满脏水的泥泞洼地，用于屠宰马匹。广场建于1787年和1820年代之间，东西两侧建起乔治风格的联排建筑。1842年，广场的西北角建起了格拉斯哥皇后街站，作为爱丁堡-格拉斯哥铁路的终点站。到1850年，周围地区已经成为商业活动的中心。
该广场以国王乔治三世命名。原本打算在广场中心树立他的雕像，但由于美国独立战争对该市的烟草商造成的动荡和焦虑，以及英国的战败，以及他的精神病频繁发作，格拉斯哥人决定改为纪念沃尔特·斯科特爵士。

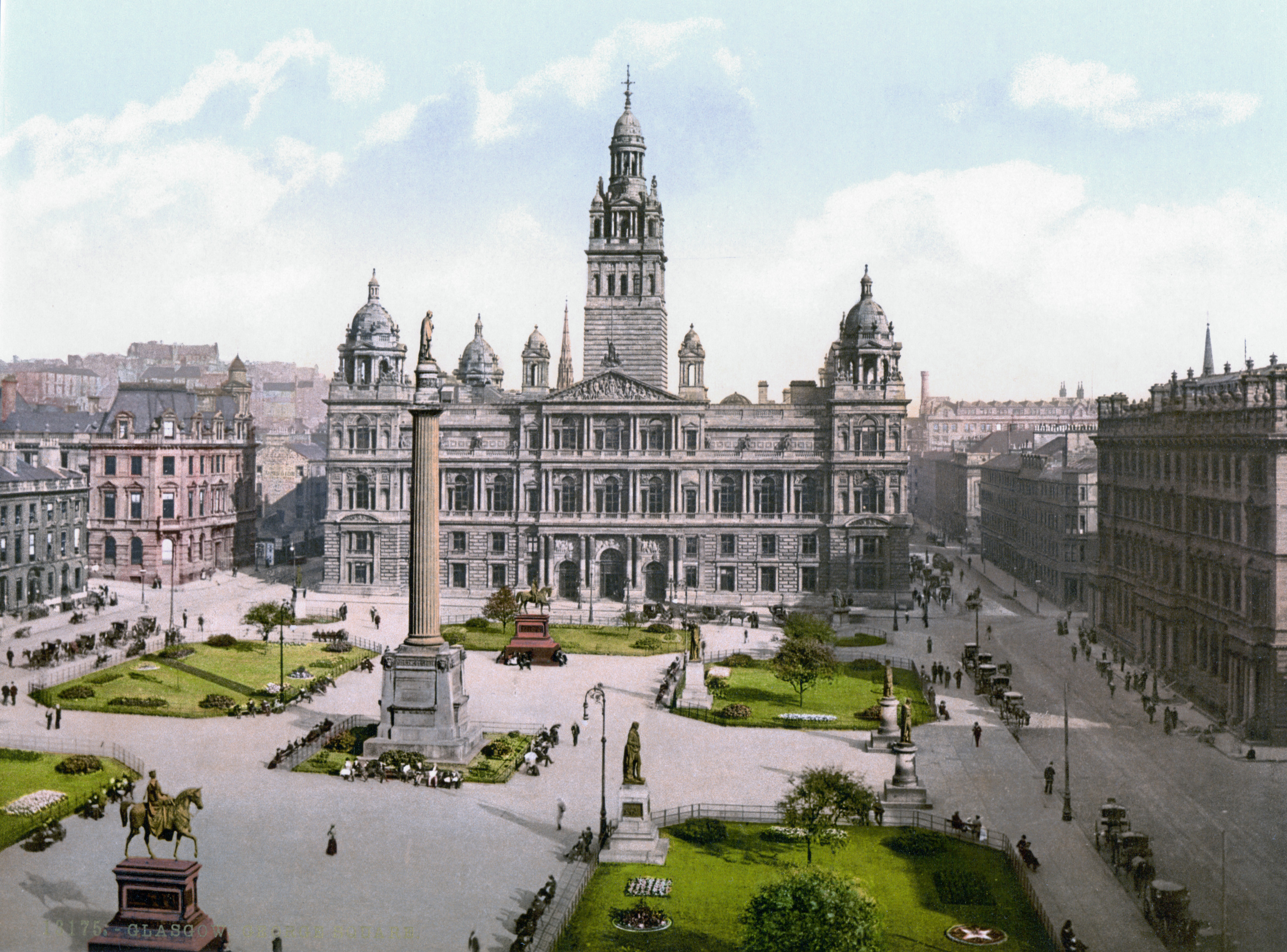

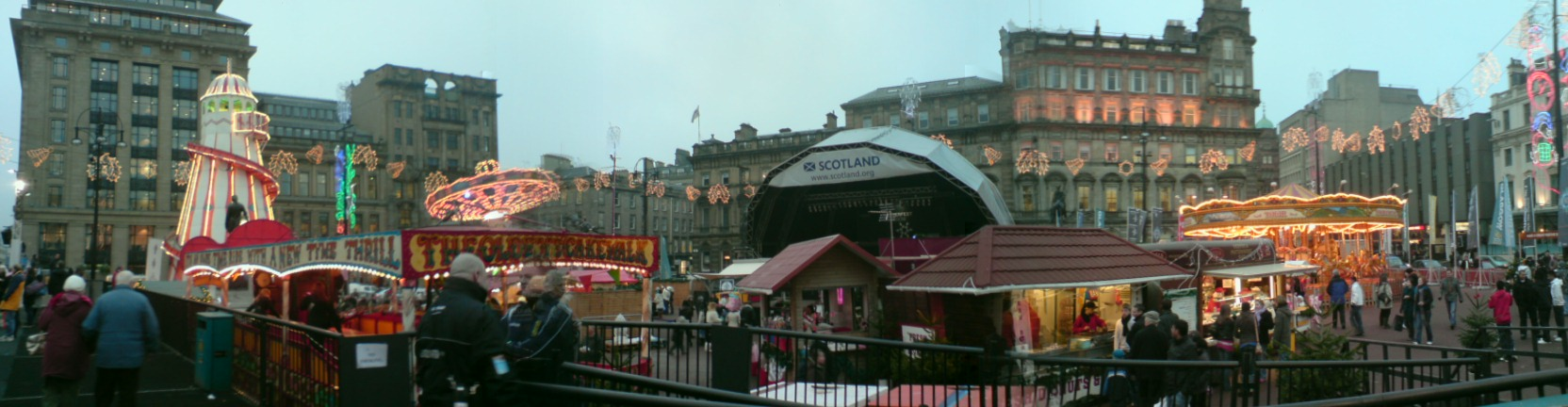